# Parapyrrhicia zanzibarica
Parapyrrhicia zanzibarica är en insektsart som beskrevs av Brunner von Wattenwyl 1891. Parapyrrhicia zanzibarica ingår i släktet Parapyrrhicia och familjen vårtbitare. Inga underarter finns listade i Catalogue of Life.